# Большое Южно-Байкальское землетрясение
Большо́е Ю́жно-Байка́льское землетрясе́ние произошло 27 июня 1742 года. Судя по обрывочным данным, эпицентр стихии находился в районе Южного Байкала.

## Разрушения
Судя по описанию землетрясения в «Каталоге землетрясений Российской Империи», последствием него стали следующие разрушения: был сломлен крест с одной главы Собора Богоявления и обрушился каменный шатёр колокольни; сломило крест Спасской церкви, из стен выпало большое количество кирпичей, в стене трапезницы образовалась значительная трещина; в доме иркутского вице-губернатора были повреждены все печи, слетели трубы; в здании иркутской провинциальной канцелярии повредило каменные стены, и как над дверьми, так и над окнами вывалились кирпичи; у обывательских домов все трубы рассыпались, повредились печи.
По современным оценкам получили повреждения все каменные здания Иркутска, которых на момент землетрясения в городе насчитывалось 5 штук. Кроме того были зафиксированы повреждения 341 домовладения, что составило треть всех домов в городе. Основные повреждения в деревянных домах — рассыпавшиеся трубы и печи.

## Оценки
По оценке, данной учёным-сейсмологом С. И. Голенецким, интенсивность сотрясений в Иркутске достигала 8 баллов.
«Ведомость, учиненная в Ыркуцкой полицымейстерской канторе, коликое число от бывшаго в Ыркуцке великого земли трясения учинилось какого повреждения» является важным документом по истории Иркутска, поскольку в ней зафиксированы пофамильно 540 иркутчан — 341 домовладелец, ответственные лица и свидетели разрушений. Документ опубликован в 2019 году.